# Melchor León de la Barra
Melchor León de la Barra, (La Paz, Real Audiencia de Charcas; 5 de enero de 1776 - La Paz, Bolivia; 26 de diciembre de 1827), religioso y patriota boliviano, fue uno de los principales partícipes de la revolución del 16 de julio en La Paz. Integró la junta revolucionaria, llamada Junta Tuitiva.

## Biografía
Hijo de Juan Francisco León de la Barra y Josefa Loayza de la Vega. Estudió en la Universidad Mayor Real y Pontificia San Francisco Xavier de Chuquisaca, obteniendo el doctorado en Teología y recibiéndose de abogado.
A los 23 años regresó a La Paz donde fue ordenado sacerdote por el Obispo Remigio de la Santa y Ortega el 23 de marzo de 1799 y designado cura de Huarina. Tras algunos años en ese destino fue enviado al curato de Caquiaviri.
Tras la Revolución de Chuquisaca, el 16 de julio de 1809 se produjo el levantamiento en La Paz. De la Barra se adhirió a las ideas revolucionarias y en la noche del 16 de julio de 1809 vistiendo ropas civiles estuvo en el tumulto popular reclamando la renuncia del Presidente y de su partidario el Arzobispo Benito María Moxó y Francolí, con quien el cabildo eclesiástico mantenía un largo enfrentamiento.
Se formó una junta de gobierno independentista denominada Junta Tuitiva, presidida por el coronel Pedro Domingo Murillo, nombrándose Secretario a Sebastián Aparicio, escribano a Juan Manuel Cáceres y como vocales al Dr. Gregorio García Lanza, al Dr. Melchor León de la Barra, José Antonio Medina (tucumano, cura de Sicasica), presbítero Juan Manuel Mercado (chuquisaqueño), Dr. Juan Basilio Catácora y Dr. Juan de la Cruz Monje y Ortega.
Se nombraron después otros vocales suplente o ciudadanos agregados: Sebastián Arrieta (tesorero), Dr. Antonio Ávila, Francisco Diego Palacios y José María Santos Rubio (comerciantes), Buenaventura Bueno (maestro de latín) y Francisco X. Iturres Patiño (sochantre).
En la Junta Tuitiva fue designado en conjunto con el presbítero Juan Manuel Mercado como Secretario de Culto.

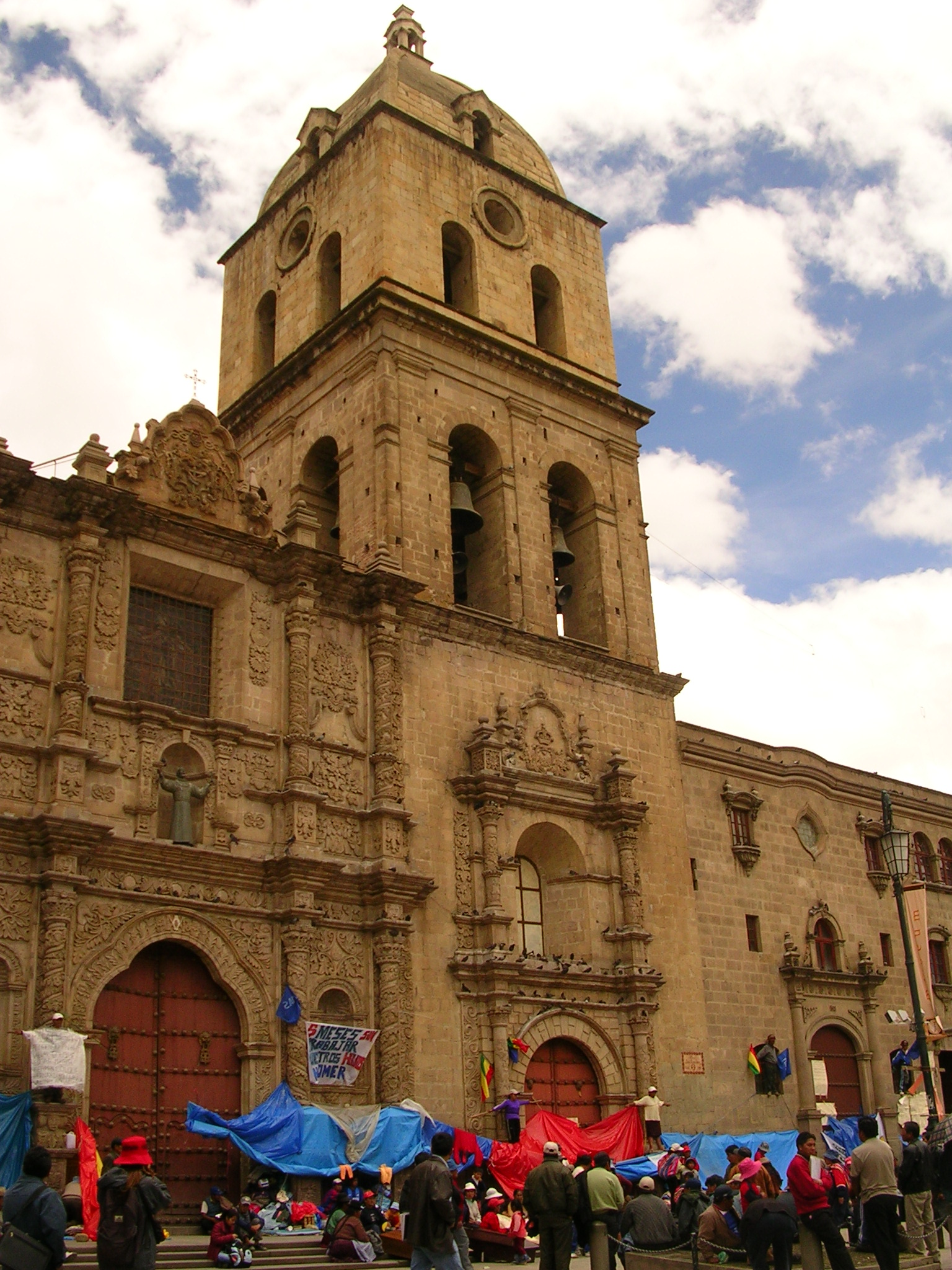
Fachada de la Iglesia de San Francisco.

El 25 de julio donó a la causa la suma de mil pesos para ser destinados a levantar una compañía de caballería.
Tras la dispersión de las tropas rebeldes el 25 de octubre en los Altos de Chacaltaya a manos del José Manuel de Goyeneche, Melchor León de la Barra huyó al oeste, hacia las Yungas, pero pocos días después fue capturado y se lo mantuvo detenido en el convento de San Francisco. Fue condenado a 8 años de prisión a cumplir en las Filipinas, a cuyos efectos fue trasladado el 7 de marzo de 1810 a Buenos Aires. Consiguió huir en el trayecto y se radicó en Córdoba.
Finalizada la guerra de independencia volvió a su tierra y fue nombrado Rector del Seminario Conciliar y canónigo del coro catedralicio de La Paz. 
Fue diputado por La Paz a la Asamblea Constituyente de 1826, y elegido Vicepresidente de ese congreso, siendo uno de los firmantes de la primera Constitución Política que se dio en el país. Falleció en esa función el 26 de diciembre de 1827.